# Największe przedsiębiorstwa elektroniczne w kolejnych latach
Ten artykuł prezentuje największych sprzedawców układów elektronicznych w kolejnych latach.

## Ranking w roku 2011[1]
| Miejsce w 2011                  | Miejsce w 2010                  | Przedsiębiorca                  | Państwo                         | Przychody (w mln $) | Zmiana 2011/2010 | Procent rynku |
| ------------------------------- | ------------------------------- | ------------------------------- | ------------------------------- | ------------------- | ---------------- | ------------- |
| 1                               | 1                               | Intel                           | Stany Zjednoczone               | 49 685              | +23,0%           | 15,9%         |
| 2                               | 2                               | Samsung Electronics             | Korea Południowa                | 29 242              | +3,0%            | 9,3%          |
| 3                               | 4                               | Texas Instruments               | Stany Zjednoczone               | 14 081              | +8,4%            | 4,5%          |
| 4                               | 3                               | Toshiba Semiconductors          | Japonia                         | 13 362              | +2,7%            | 4,3%          |
| 5                               | 5                               | Renesas Electronics             | Japonia                         | 11 153              | -6,2%            | 3,6%          |
| 6                               | 9                               | Qualcomm                        | Stany Zjednoczone               | 10 080              | +39,9%           | 3,2%          |
| 7                               | 7                               | STMicroelectronics              | Francja, Włochy                 | 9792                | -5,4%            | 3,1%          |
| 8                               | 6                               | SK hynix                        | Korea Południowa                | 8911                | -14,2%           | 2,8%          |
| 9                               | 8                               | Micron Technology               | Stany Zjednoczone               | 7344                | -17,3            | 2,3%          |
| 10                              | 10                              | Broadcom                        | Stany Zjednoczone               | 7153                | +7,0%            | 2,3%          |
| 11                              | 12                              | AMD                             | Stany Zjednoczone               | 6483                | +2,2%            | 2,1%          |
| 12                              | 13                              | Infineon Technologies           | Niemcy                          | 5403                | -14,5%           | 1,7%          |
| 13                              | 14                              | Sony                            | Japonia                         | 5153                | +1,4%            | 1,6%          |
| 14                              | 16                              | Freescale Semiconductor         | Stany Zjednoczone               | 4465                | +2,5%            | 1,4%          |
| 15                              | 11                              | Elpida Memory                   | Japonia                         | 3854                | -49,2%           | 1,2%          |
| 16                              | 17                              | NXP Semiconductors              | Holandia                        | 3832                | -4,7%            | 1,2%          |
| 17                              | 20                              | Nvidia                          | Stany Zjednoczone               | 3672                | +14,9%           | 1,2%          |
| 18                              | 18                              | Marvell Technology Group        | Stany Zjednoczone               | 3448                | -4,4%            | 1,1%          |
| 19                              | 26                              | ON Semiconductor                | Stany Zjednoczone               | 3423                | +49,4%           | 1,1%          |
| 20                              | 15                              | Panasonic Corporation           | Japonia                         | 3365                | -32,0%           | 1,1%          |
| 20 największych przedsiębiorstw | 20 największych przedsiębiorstw | 20 największych przedsiębiorstw | 20 największych przedsiębiorstw | 203 907             | +3,5%            | 65,2%         |
| Pozostałe przedsiębiorstwa      | Pozostałe przedsiębiorstwa      | Pozostałe przedsiębiorstwa      | Pozostałe przedsiębiorstwa      | 108 882             | -1,1%            | 34,8%         |
| SUMA                            | SUMA                            | SUMA                            | SUMA                            | 312 789             | +1,9%            | 100,0%        |

## Ranking w roku 2010[2]
| Miejsce w 2010                  | Miejsce w 2009                  | Przedsiębiorca                  | Państwo                         | Przychody (w mln $) | Zmiana 2010/2009 | Procent rynku |
| ------------------------------- | ------------------------------- | ------------------------------- | ------------------------------- | ------------------- | ---------------- | ------------- |
| 1                               | 1                               | Intel                           | Stany Zjednoczone               | 40 020              | +24,3%           | 13,2%         |
| 2                               | 2                               | Samsung Electronics             | Korea Południowa                | 28 137              | +60,8%           | 9,3%          |
| 3                               | 3                               | Toshiba                         | Japonia                         | 13 081              | +26,8%           | 4,3%          |
| 4                               | 4                               | Texas Instruments               | Stany Zjednoczone               | 12 966              | +34,1%           | 4,3%          |
| 5                               | 9,12                            | Renesas Electronics             | Japonia                         | 11 840              | +129,8%          | 3,9%          |
| 6                               | 7                               | SK hynix                        | Korea Południowa                | 10 577              | +69,3%           | 3,5%          |
| 7                               | 5                               | STMicroelectronics              | Francja, Włochy                 | 10 290              | +20,9%           | 3,4%          |
| 8                               | 13                              | Micron Technology               | Stany Zjednoczone               | 8853                | +106,2%          | 2,9%          |
| 9                               | 6                               | Qualcomm                        | Stany Zjednoczone               | 7200                | +12,3%           | 2,4%          |
| 10                              | 15                              | Elpida Memory                   | Japonia                         | 6678                | +74,2%           | 2,3%          |
| 11                              | 14                              | Broadcom                        | Stany Zjednoczone               | 6506                | +52,1%           | 2,1%          |
| 12                              | 8                               | Advanced Micro Devices          | Stany Zjednoczone               | 6355                | +22,0%           | 2,1%          |
| 13                              | 11                              | Infineon                        | Niemcy                          | 5226                | +39,7%           | 2,0%          |
| 14                              | 10                              | Sony                            | Japonia                         | 5336                | +19,4%           | 1,8%          |
| 15                              | 18                              | Panasonic                       | Japonia                         | 5128                | +58,1%           | 1,7%          |
| 16                              | 17                              | Freescale Semiconductor         | Stany Zjednoczone               | 4329                | +27,2%           | 1,4%          |
| 17                              | 19                              | NXP Semiconductors              | Holandia                        | 4021                | +24,1%           | 1,3%          |
| 18                              | 23                              | Marvell Technology Group        | Stany Zjednoczone               | 3680                | +43,1%           | 1,2%          |
| 19                              | 16                              | MediaTek                        | Tajwan                          | 3595                | +1,2%            | 1,2%          |
| 20                              | 20                              | Nvidia                          | Stany Zjednoczone               | 3189                | +12,8%           | 1,0%          |
| 20 największych przedsiębiorstw | 20 największych przedsiębiorstw | 20 największych przedsiębiorstw | 20 największych przedsiębiorstw | 198 207             | +40,1%           | 65,2%         |
| Pozostałe przedsiębiorstwa      | Pozostałe przedsiębiorstwa      | Pozostałe przedsiębiorstwa      | Pozostałe przedsiębiorstwa      | 105 799             | +20,2%           | 34,8%         |
| SUMA                            | SUMA                            | SUMA                            | SUMA                            | 304 006             | +32,5%           | 100,0%        |

## Ranking w roku 2009[3]
| Miejsce w 2009                  | Miejsce w 2008                  | Przedsiębiorca                  | Państwo                         | Przychody (w mln $) | Zmiana 2009/2008 | Procent rynku |
| ------------------------------- | ------------------------------- | ------------------------------- | ------------------------------- | ------------------- | ---------------- | ------------- |
| 1                               | 1                               | Intel                           | Stany Zjednoczone               | 32 410              | -4,0%            | 14,1%         |
| 2                               | 2                               | Samsung Electronics             | Korea Południowa                | 17 496              | +3,5%            | 7,6%          |
| 3                               | 3                               | Toshiba                         | Japonia                         | 10 319              | -6,9%            | 4,5%          |
| 4                               | 4                               | Texas Instruments               | Stany Zjednoczone               | 9617                | -12,6%           | 4,2%          |
| 5                               | 5                               | STMicroelectronics              | Francja, Włochy                 | 8510                | -17,6%           | 3,7%          |
| 6                               | 8                               | Qualcomm                        | Stany Zjednoczone               | 6409                | -1,1%            | 2,8%          |
| 7                               | 9                               | SK hynix                        | Korea Południowa                | 6246                | +3,7%            | 2,7%          |
| 8                               | 12                              | Advanced Micro Devices          | Stany Zjednoczone               | 5207                | -4,6%            | 2,3%          |
| 9                               | 6                               | Renesas Electronics             | Japonia                         | 5153                | -26,6%           | 2,2%          |
| 10                              | 7                               | Sony                            | Japonia                         | 4468                | -35,7%           | 1,9%          |
| 11                              | 10                              | Infineon                        | Niemcy                          | 4456                | -25,2%           | 1,9%          |
| 12                              | 11                              | NEC Corporation                 | Japonia                         | 4384                | -24,8%           | 1,9%          |
| 13                              | 16                              | Micron Technology               | Stany Zjednoczone               | 4293                | -3,2%            | 1,9%          |
| 14                              | 14                              | Broadcom                        | Stany Zjednoczone               | 4278                | -7,9%            | 1,9%          |
| 15                              | 19                              | Elpida Memory                   | Japonia                         | 3948                | +9,7%            | 1,7%          |
| 16                              | 24                              | MediaTek                        | Tajwan                          | 3551                | +22,6%           | 1,5%          |
| 17                              | 13                              | Freescale Semiconductor         | Stany Zjednoczone               | 3402                | -31,5%           | 1,5%          |
| 18                              | 15                              | Panasonic                       | Japonia                         | 3243                | -27,5%           | 1,4%          |
| 19                              | 17                              | NXP Semiconductors              | Holandia                        | 3240                | -20,1%           | 1,4%          |
| 20                              | 18                              | Sharp Corporation               | Japonia                         | 2977                | -17,5%           | 1,3%          |
| 21                              | 20                              | Nvidia                          | Stany Zjednoczone               | 2826                | -12,8%           | 1,2%          |
| 22                              | 25                              | Rohm                            | Japonia                         | 2586                | -22,8%           | 1,1%          |
| 23                              | 23                              | Fujitsu                         | Japonia                         | 2574                | -13,6%           | 1,1%          |
| 24                              | 22                              | Marvell Technology Group        | Stany Zjednoczone               | 2572                | -15,9%           | 1,1%          |
| 25                              | 26                              | IBM                             | Stany Zjednoczone               | 2253                | -8,9%            | 1,0%          |
| 25 największych przedsiębiorstw | 25 największych przedsiębiorstw | 25 największych przedsiębiorstw | 25 największych przedsiębiorstw | 156 472             | -10,39%          | 68,1%         |
| Pozostałe przedsiębiorstwa      | Pozostałe przedsiębiorstwa      | Pozostałe przedsiębiorstwa      | Pozostałe przedsiębiorstwa      | 73 445              | -14,2%           | 31,9%         |
| SUMA                            | SUMA                            | SUMA                            | SUMA                            | 229 917             | -11,7%           | 100,0%        |

## Ranking w roku 2008[4]
| Miejsce w 2008                  | Miejsce w 2007                  | Przedsiębiorca                  | Państwo                         | Przychody (w mln $) | Zmiana 2008/2007 | Procent rynku |
| ------------------------------- | ------------------------------- | ------------------------------- | ------------------------------- | ------------------- | ---------------- | ------------- |
| 1                               | 1                               | Intel                           | Stany Zjednoczone               | 33 767              | -0,7%            | 13,1%         |
| 2                               | 2                               | Samsung Electronics             | Korea Południowa                | 16 902              | -14,2%           | 6,5%          |
| 3                               | 4                               | Toshiba                         | Japonia                         | 11 081              | -9,1%            | 4,3%          |
| 4                               | 3                               | Texas Instruments               | Stany Zjednoczone               | 11 068              | -9,8%            | 4,3%          |
| 5                               | 5                               | STMicroelectronics              | Francja, Włochy                 | 10 325              | +3,3%            | 4,0%          |
| 6                               | 7                               | Renesas Electronics             | Japonia                         | 7017                | -12,3%           | 2,7%          |
| 7                               | 8                               | Sony                            | Japonia                         | 6950                | -13,7%           | 2,7%          |
| 8                               | 13                              | Qualcomm                        | Stany Zjednoczone               | 6477                | +15,3%           | 2,5%          |
| 9                               | 6                               | SK hynix                        | Korea Południowa                | 6023                | -33,4%           | 2,3%          |
| 10                              | 9                               | Infineon                        | Niemcy                          | 5954                | -4,0%            | 2,3%          |
| 11                              | 12                              | NEC Corporation                 | Japonia                         | 5826                | +1,5%            | 2,3%          |
| 12                              | 10                              | Advanced Micro Devices          | Stany Zjednoczone               | 5455                | -7,8%            | 2,1%          |
| 13                              | 14                              | Freescale Semiconductor         | Stany Zjednoczone               | 4933                | -6,3%            | 1,9%          |
| 14                              | 19                              | Broadcom                        | Stany Zjednoczone               | 4643                | +23,9%           | 1,8%          |
| 15                              | 18                              | Panasonic Corporation           | Japonia                         | 4473                | +15,3%           | 1,7%          |
| 16                              | 15                              | Micron Technology               | Stany Zjednoczone               | 4435                | -8,9%            | 1,7%          |
| 17                              | 11                              | NXP Semiconductors              | Holandia                        | 4055                | -29,4%           | 1,6%          |
| 18                              | 21                              | Sharp Corporation               | Japonia                         | 3682                | +8,3%            | 1,4%          |
| 19                              | 17                              | Elpida Memory                   | Japonia                         | 3599                | -6,2%            | 1,4%          |
| 20                              | 25                              | Rohm                            | Japonia                         | 3348                | +27,2%           | 1,3%          |
| 21                              | 20                              | Nvidia                          | Stany Zjednoczone               | 3241                | -6,5%            | 1,3%          |
| 22                              | 23                              | Marvell Technology Group        | Stany Zjednoczone               | 3059                | +10,2%           | 1,2%          |
| 23                              | 28                              | MediaTek                        | Tajwan                          | 2896                | +18,1%           | 1,1%          |
| 24                              | 26                              | Fujitsu                         | Japonia                         | 2757                | +9,0%            | 1,1%          |
| 25                              | 24                              | Analog Devices                  | Stany Zjednoczone               | 2498                | -7,7%            | 1,0%          |
| 25 największych przedsiębiorstw | 25 największych przedsiębiorstw | 25 największych przedsiębiorstw | 25 największych przedsiębiorstw | 174 464             | -5,5%            | 67,5%         |
| Pozostałe przedsiębiorstwa      | Pozostałe przedsiębiorstwa      | Pozostałe przedsiębiorstwa      | Pozostałe przedsiębiorstwa      | 83 840              | -5,3%            | 32,5%         |
| SUMA                            | SUMA                            | SUMA                            | SUMA                            | 258 304             | -5,2%            | 100,0%        |

## Ranking w roku 2007[5]
| Miejsce w 2007                  | Miejsce w 2006                  | Przedsiębiorca                  | Państwo                         | Przychody (w mln $) | Zmiana 2007/2006 | Procent rynku |
| ------------------------------- | ------------------------------- | ------------------------------- | ------------------------------- | ------------------- | ---------------- | ------------- |
| 1                               | 1                               | Intel                           | Stany Zjednoczone               | 33 995              | +7,8%            | 12,6%         |
| 2                               | 2                               | Samsung Electronics             | Korea Południowa                | 19 691              | -0,8%            | 7,3%          |
| 3                               | 3                               | Texas Instruments               | Stany Zjednoczone               | 12 275              | -2,6%            | 4,6%          |
| 4                               | 4                               | Toshiba                         | Japonia                         | 12 186              | +20,2%           | 4,5%          |
| 5                               | 5                               | STMicroelectronics              | Francja, Włochy                 | 10 000              | +1,5%            | 3,7%          |
| 6                               | 7                               | SK hynix                        | Korea Południowa                | 9047                | +15,0%           | 3,4%          |
| 7                               | 6                               | Renesas Electronics             | Japonia                         | 8001                | +1,3%            | 3,0%          |
| 8                               | 15                              | Sony                            | Japonia                         | 7974                | +55,5%           | 3,0%          |
| 9                               | 14                              | Infineon Technologies           | Niemcy                          | 6201                | +21,1%           | 2,3%          |
| 10                              | 8                               | Advanced Micro Devices          | Stany Zjednoczone               | 5918                | -21,2%           | 2,2%          |
| 11                              | 10                              | NXP Semiconductors              | Holandia                        | 5746                | +0,7%            | 2,1%          |
| 12                              | 11                              | NEC Corporation                 | Japonia                         | 5742                | +2,5%            | 2,1%          |
| 13                              | 16                              | Qualcomm                        | Stany Zjednoczone               | 5619                | +24,1%           | 2,1%          |
| 14                              | 9                               | Freescale Semiconductor         | Stany Zjednoczone               | 5264                | -6,3%            | 2,0%          |
| 15                              | 13                              | Micron Technology               | Stany Zjednoczone               | 4869                | -7,2%            | 1,8%          |
| 16                              | 12                              | Qimonda                         | Niemcy                          | 4005                | -26,0%           | 1,5%          |
| 17                              | 19                              | Elpida Memory                   | Japonia                         | 3838                | +8,8%            | 1,4%          |
| 18                              | 17                              | Panasonic                       | Japonia                         | 3800                | -5,5%            | 1,4%          |
| 19                              | 18                              | Broadcom                        | Stany Zjednoczone               | 3746                | +2,1             | 1,4%          |
| 20                              | 25                              | Nvidia                          | Stany Zjednoczone               | 3466                | +34,4%           | 1,3%          |
| 21                              | 20                              | Sharp Corporation               | Japonia                         | 3401                | +1,8%            | 1,3%          |
| 22                              | 21                              | IBM Microelectronics            | Stany Zjednoczone               | 2977                | -6,1%            | 1,1%          |
| 23                              | 26                              | Marvell Technology Group        | Stany Zjednoczone               | 2777                | +8,9%            | 1,0%          |
| 24                              | 23                              | Analog Devices                  | Stany Zjednoczone               | 2707                | +4,0%            | 1,0%          |
| 25                              | 22                              | Rohm                            | Japonia                         | 2633                | -8,6%            | 1,0%          |
| 25 największych przedsiębiorstw | 25 największych przedsiębiorstw | 25 największych przedsiębiorstw | 25 największych przedsiębiorstw | 185 878             | +4,3%            | 69,1%         |
| Pozostałe przedsiębiorstwa      | Pozostałe przedsiębiorstwa      | Pozostałe przedsiębiorstwa      | Pozostałe przedsiębiorstwa      | 83 027              | +0,8%            | 30,9%         |
| SUMA                            | SUMA                            | SUMA                            | SUMA                            | 268 905             | +3,3%            | 100,0%        |

## Ranking w roku 2006[6]
| Miejsce w 2006             | Miejsce w 2005             | Przedsiębiorca             | Państwo                    | Przychody (w mln $) | Zmiana 2006/2005 | Procent rynku |
| -------------------------- | -------------------------- | -------------------------- | -------------------------- | ------------------- | ---------------- | ------------- |
| 1                          | 1                          | Intel                      | Stany Zjednoczone          | 31 542              | -11,1%           | 12,1%         |
| 2                          | 2                          | Samsung Electronics        | Korea Południowa           | 19 842              | +12,0%           | 7,6%          |
| 3                          | 3                          | Texas Instruments          | Stany Zjednoczone          | 12 600              | +17,3%           | 4,8%          |
| 4                          | 4                          | Toshiba                    | Japonia                    | 10 141              | +11,7%           | 3,9%          |
| 5                          | 5                          | STMicroelectronics         | Francja, Włochy            | 9854                | +11,0%           | 3,8%          |
| 6                          | 7                          | Renesas Electronics        | Japonia                    | 7900                | -2,6%            | 3,0%          |
| 7                          | 11                         | SK hynix                   | Korea Południowa           | 7865                | +41,5%           | 3,0%          |
| 8                          | 15                         | Advanced Micro Devices     | Stany Zjednoczone          | 7506                | +91,6%           | 2,9%          |
| 9                          | 10                         | Freescale Semiconductor    | Stany Zjednoczone          | 5988                | +7,0%            | 2,3%          |
| 10                         | 9                          | NXP Semiconductors         | Holandia                   | 5874                | +4,0%            | 2,3%          |
| 11                         | 8                          | NEC Corporation            | Japonia                    | 5679                | -0,5%            | 2,2%          |
| 12                         | –                          | Qimonda                    | Niemcy                     | 5413                | N/A              | 2,1%          |
| 13                         | 12                         | Micron Technology          | Stany Zjednoczone          | 5210                | +9,1%            | 2,0%          |
| 14                         | 6                          | Infineon                   | Niemcy                     | 5119                | -38,3%           | 2,0%          |
| 15                         | 13                         | Sony                       | Japonia                    | 4852                | +6,1%            | 1,9%          |
| 16                         | 16                         | Qualcomm                   | Stany Zjednoczone          | 4529                | +31,0%           | 1,7%          |
| 17                         | 14                         | Panasonic Electric Works   | Japonia                    | 4022                | -2,6%            | 1,5%          |
| 18                         | 20                         | Broadcom                   | Stany Zjednoczone          | 3668                | +37,3            | 1,4%          |
| 19                         | 28                         | Elpida Memory              | Japonia                    | 3527                | +98,6%           | 1,4%          |
| 20                         | 17                         | Sharp Corporation          | Japonia                    | 3341                | +2,3%            | 1,3%          |
| 21                         | 19                         | IBM                        | Stany Zjednoczone          | 3172                | +13,6%           | 1,2%          |
| 22                         | 18                         | Rohm                       | Japonia                    | 2882                | -0,9%            | 1,1%          |
| 23                         | 22                         | Analog Devices             | Stany Zjednoczone          | 2603                | +7,2%            | 1,0%          |
| 24                         | 24                         | Spansion                   | Japonia, Stany Zjednoczone | 2579                | +25,6%           | 1,0%          |
| 25                         | 23                         | Nvidia                     | Stany Zjednoczone          | 2574                | +24,4%           | 1,0%          |
| Pozostałe przedsiębiorstwa | Pozostałe przedsiębiorstwa | Pozostałe przedsiębiorstwa | Pozostałe przedsiębiorstwa | 81 912              | +7,3%            | 31,5%         |
| SUMA                       | SUMA                       | SUMA                       | SUMA                       | 260 194             | +9,3%            | 100,0%        |

## Ranking w roku 2005[7]
| Miejsce w 2005             | Miejsce w 2004             | Przedsiębiorca             | Państwo                    | Przychody (w mln $) |
| -------------------------- | -------------------------- | -------------------------- | -------------------------- | ------------------- |
| 1                          | 1                          | Intel                      | Stany Zjednoczone          | 35 466              |
| 2                          | 2                          | Samsung Electronics        | Korea Południowa           | 17 210              |
| 3                          | 3                          | Texas Instruments          | Stany Zjednoczone          | 10 745              |
| 4                          | 7                          | Toshiba                    | Japonia                    | 9077                |
| 5                          | 6                          | STMicroelectronics         | Francja, Włochy            | 8881                |
| 6                          | 4                          | Infineon                   | Niemcy                     | 8266                |
| 7                          | 5                          | Renesas Electronics        | Japonia                    | 8310                |
| 8                          | 8                          | NEC Corporation            | Japonia                    | 5710                |
| 9                          | 9                          | Philips                    | Holandia                   | 5646                |
| 10                         | 10                         | Freescale Semiconductor    | Stany Zjednoczone          | 5598                |
| 11                         | 14                         | SK hynix                   | Korea Południowa           | 5560                |
| 12                         | 13                         | Micron Technology          | Stany Zjednoczone          | 4775                |
| 13                         | 15                         | Sony                       | Japonia                    | 4574                |
| 14                         | 12                         | Panasonic Corporation      | Japonia                    | 4131                |
| 15                         | 11                         | Advanced Micro Devices     | Stany Zjednoczone          | 3917                |
| 16                         | 17                         | Qualcomm                   | Stany Zjednoczone          | 3457                |
| 17                         | 16                         | Sharp Corporation          | Japonia                    | 3266                |
| 18                         | 19                         | Rohm                       | Japonia                    | 2909                |
| 19                         | 20                         | IBM                        | Stany Zjednoczone          | 2792                |
| 20                         | 22                         | Broadcom                   | Stany Zjednoczone          | 2671                |
| Pozostałe przedsiębiorstwa | Pozostałe przedsiębiorstwa | Pozostałe przedsiębiorstwa | Pozostałe przedsiębiorstwa | 84 191              |
| SUMA                       | SUMA                       | SUMA                       | SUMA                       | 237 139             |

## Ranking w roku 2004[8]
| Miejsce w 2004             | Miejsce w 2003             | Przedsiębiorca                    | Państwo                    | Przychody (w mln $) |
| -------------------------- | -------------------------- | --------------------------------- | -------------------------- | ------------------- |
| 1                          | 1                          | Intel                             | Stany Zjednoczone          | 31 346              |
| 2                          | 2                          | Samsung Electronics               | Korea Południowa           | 15 759              |
| 3                          | 4                          | Texas Instruments                 | Stany Zjednoczone          | 10 745              |
| 4                          | 7                          | Infineon                          | Niemcy                     | 9180                |
| 5                          | 3                          | Renesas Electronics               | Japonia                    | 9000                |
| 6                          | 6                          | STMicroelectronics                | Francja, Włochy            | 8760                |
| 7                          | 5                          | Toshiba                           | Japonia                    | 8752                |
| 8                          | 8                          | NEC Corporation                   | Japonia                    | 8752                |
| 9                          | 10                         | Philips                           | Holandia                   | 5692                |
| 10                         | 9                          | Freescale Semiconductor           | Stany Zjednoczone          | 5519                |
| 11                         | 12                         | Advanced Micro Devices / Spansion | Stany Zjednoczone          | 5108                |
| 12                         | 13                         | Sony                              | Japonia                    | 4794                |
| 13                         | 11                         | Panasonic Corporation             | Japonia                    | 4669                |
| 14                         | 14                         | Micron Technology                 | Stany Zjednoczone          | 4649                |
| 15                         | 16                         | SK hynix                          | Korea Południowa           | 4606                |
| 16                         | 15                         | Sharp Corporation                 | Japonia                    | 3488                |
| 17                         | 19                         | Qualcomm                          | Stany Zjednoczone          | 3211                |
| 18                         | 17                         | Fujitsu                           | Japonia                    | 2840                |
| 19                         | 20                         | Rohm                              | Japonia                    | 2824                |
| 20                         | 22                         | Analog Devices                    | Stany Zjednoczone          | 2606                |
| Pozostałe przedsiębiorstwa | Pozostałe przedsiębiorstwa | Pozostałe przedsiębiorstwa        | Pozostałe przedsiębiorstwa | 77 715              |
| SUMA                       | SUMA                       | SUMA                              | SUMA                       | 227 246             |

## Ranking w roku 2003[9]
| Miejsce w 2003             | Miejsce w 2002             | Przedsiębiorca                  | Państwo                    | Przychody (w mln $) |
| -------------------------- | -------------------------- | ------------------------------- | -------------------------- | ------------------- |
| 1                          | 1                          | Intel                           | Stany Zjednoczone          | 27 036              |
| 2                          | 2                          | Samsung Electronics             | Korea Południowa           | 9675                |
| 3                          | –                          | Renesas Electronics             | Japonia                    | 7971                |
| 4                          | 3                          | Texas Instruments               | Stany Zjednoczone          | 7850                |
| 5                          | 4                          | Toshiba                         | Japonia                    | 7571                |
| 6                          | 5                          | STMicroelectronics              | Francja, Włochy            | 7238                |
| 7                          | 6                          | Infineon                        | Niemcy                     | 7109                |
| 8                          | 7                          | NEC Corporation                 | Japonia                    | 5250                |
| 9                          | 8                          | Freescale Semiconductor         | Stany Zjednoczone          | 4629                |
| 10                         | 9                          | Philips                         | Holandia                   | 4512                |
| 11                         | 12                         | Panasonic Corporation           | Japonia                    | 4016                |
| 12                         | 17                         | Advanced Micro Devices/Spansion | Stany Zjednoczone          | 3939                |
| 13                         | 16                         | Sony                            | Japonia                    | 3508                |
| 14                         | 14                         | Micron Technology               | Stany Zjednoczone          | 3418                |
| 15                         | 20                         | Sharp Corporation               | Japonia                    | 3075                |
| 16                         | 18                         | Hynix                           | Korea Południowa           | 3071                |
| 17                         | 13                         | Fujitsu                         | Japonia                    | 2650                |
| 18                         | 15                         | IBM                             | Stany Zjednoczone          | 2515                |
| 19                         | 23                         | Qualcomm                        | Stany Zjednoczone          | 2398                |
| 20                         | 19                         | Rohm                            | Japonia                    | 2398                |
| Pozostałe przedsiębiorstwa | Pozostałe przedsiębiorstwa | Pozostałe przedsiębiorstwa      | Pozostałe przedsiębiorstwa | 61 408              |
| SUMA                       | SUMA                       | SUMA                            | SUMA                       | 181 760             |

## Ranking w roku 2002[9]
| Miejsce w 2002             | Miejsce w 2001             | Przedsiębiorca             | Państwo                    | Przychody (w mln $) |
| -------------------------- | -------------------------- | -------------------------- | -------------------------- | ------------------- |
| 1                          | 1                          | Intel                      | Stany Zjednoczone          | 23 700              |
| 2                          | 5                          | Samsung Electronics        | Korea Południowa           | 8750                |
| 3                          | 3                          | Toshiba                    | Japonia                    | 6420                |
| 4                          | 2                          | STMicroelectronics         | Francja, Włochy            | 6380                |
| 5                          | 4                          | Texas Instruments          | Stany Zjednoczone          | 6350                |
| 6                          | 8                          | Infineon                   | Niemcy                     | 5370                |
| 7                          | 7                          | NEC Corporation            | Japonia                    | 5320                |
| 8                          | 6                          | Motorola                   | Stany Zjednoczone          | 4810                |
| 9                          | 9                          | Philips                    | Holandia                   | 4360                |
| 10                         | 12                         | Hitachi                    | Japonia                    | 4210                |
| 11                         | 11                         | Mitsubishi                 | Japonia                    | 3540                |
| 12                         | 16                         | Panasonic Corporation      | Japonia                    | 3280                |
| 13                         | 13                         | Fujitsu                    | Japonia                    | 3130                |
| 14                         | 18                         | Micron Technology          | Stany Zjednoczone          | 2870                |
| 15                         | 14                         | IBM                        | Stany Zjednoczone          | 2810                |
| 16                         | 17                         | Sony                       | Japonia                    | 2790                |
| 17                         | 10                         | Advanced Micro Devices     | Stany Zjednoczone          | 2660                |
| 18                         | 19                         | SK hynix                   | Korea Południowa           | 2390                |
| 19                         | 20                         | Rohm                       | Japonia                    | 2390                |
| 20                         | 22                         | Sharp Corporation          | Japonia                    | 2270                |
| Pozostałe przedsiębiorstwa | Pozostałe przedsiębiorstwa | Pozostałe przedsiębiorstwa | Pozostałe przedsiębiorstwa | -- ---              |
| SUMA                       | SUMA                       | SUMA                       | SUMA                       | 156 360             |

## Ranking w roku 2001[9]
| Miejsce w 2001             | Miejsce w 2000             | Przedsiębiorca             | Państwo                    | Przychody (w mln $) |
| -------------------------- | -------------------------- | -------------------------- | -------------------------- | ------------------- |
| 1                          | 1                          | Intel                      | Stany Zjednoczone          | 23 540              |
| 2                          | 6                          | STMicroelectronics         | Francja, Włochy            | 6360                |
| 3                          | 2                          | Toshiba                    | Japonia                    | 6070                |
| 4                          | 3                          | Texas Instruments          | Stany Zjednoczone          | 6050                |
| 5                          | 4                          | Samsung                    | Korea Południowa           | 5240                |
| 6                          | 7                          | Motorola                   | Stany Zjednoczone          | 4830                |
| 7                          | 5                          | NEC Corporation            | Japonia                    | 4800                |
| 8                          | 8                          | Infineon                   | Niemcy                     | 4560                |
| 9                          | 9                          | Philips                    | Holandia                   | 4410                |
| 10                         | 16                         | Advanced Micro Devices     | Stany Zjednoczone          | 3890                |
| 11                         | 11                         | Mitsubishi                 | Japonia                    | 3870                |
| 12                         | 12                         | Hitachi                    | Japonia                    | 3750                |
| 13                         | 15                         | Fujitsu                    | Japonia                    | 3730                |
| 14                         | 18                         | IBM                        | Stany Zjednoczone          | 3560                |
| 15                         | 13                         | Agere                      | Stany Zjednoczone          | 3140                |
| 16                         | 17                         | Matsushita                 | Japonia                    | 3010                |
| 17                         | 20                         | Sony                       | Japonia                    | 2730                |
| 18                         | 10                         | Micron Technology          | Stany Zjednoczone          | 2450                |
| 19                         | 14                         | SK hynix                   | Korea Południowa           | 2370                |
| 20                         | 23                         | Rohm                       | Japonia                    | 2210                |
| Pozostałe przedsiębiorstwa | Pozostałe przedsiębiorstwa | Pozostałe przedsiębiorstwa | Pozostałe przedsiębiorstwa | -- ---              |
| SUMA                       | SUMA                       | SUMA                       | SUMA                       | 150 470             |

## Ranking w roku 2000[9]
| Miejsce w 2000             | Miejsce w 1999             | Przedsiębiorca             | Państwo                    | Przychody (w mln $) |
| -------------------------- | -------------------------- | -------------------------- | -------------------------- | ------------------- |
| 1                          | 1                          | Intel                      | Stany Zjednoczone          | 30 210              |
| 2                          |                            | Toshiba                    | Japonia                    | 10 430              |
| 3                          |                            | Texas Instruments          | Stany Zjednoczone          | 9200                |
| 4                          |                            | Samsung                    | Korea Południowa           | 8940                |
| 5                          |                            | NEC Corporation            | Japonia                    | 8200                |
| 6                          |                            | STMicroelectronics         | Francja, Włochy            | 7890                |
| 7                          |                            | Motorola                   | Stany Zjednoczone          | 7710                |
| 8                          |                            | Infineon                   | Niemcy                     | 6740                |
| 9                          |                            | Philips                    | Holandia                   | 6270                |
| 10                         |                            | Micron Technology          | Stany Zjednoczone          | 6260                |
| 11                         |                            | Mitsubishi                 | Japonia                    | 5790                |
| 12                         |                            | Hitachi Semiconductors     | Japonia                    | 5690                |
| 13                         |                            | Agere                      | Stany Zjednoczone          | 5100                |
| 14                         |                            | Hyundai                    | Korea Południowa           | 5100                |
| 15                         |                            | Fujitsu                    | Japonia                    | 5010                |
| 16                         |                            | Advanced Micro Devices     | Stany Zjednoczone          | 4380                |
| 17                         |                            | Matsushita                 | Japonia                    | 4330                |
| 18                         |                            | IBM                        | Stany Zjednoczone          | 3990                |
| 19                         |                            | Sharp                      | Japonia                    | 3330                |
| 20                         |                            | Sony                       | Japonia                    | 3290                |
| Pozostałe przedsiębiorstwa | Pozostałe przedsiębiorstwa | Pozostałe przedsiębiorstwa | Pozostałe przedsiębiorstwa | -- ---              |
| SUMA                       | SUMA                       | SUMA                       | SUMA                       | 220 460             |